# Nude Ants
Nude Ants è un album dal vivo del musicista statunitense Keith Jarrett, pubblicato nel 1980.

## Tracce
1. Chant of the Soil - 17:13
2. Innocence - 8:15
3. Processional - 20:33
4. Oasis - 30:35
5. New Dance - 12:57
6. Sunshine Song - 12:03